# 2010년 UEFA U-19 축구 선수권 대회
2010년 UEFA U-19 축구 선수권 대회는 2010년 7월 18일부터 7월 30일까지 프랑스가 개최한 9번째 UEFA U-19 축구 선수권 대회로서 총 8개 팀이 본선에 참여하였다. 이번 대회 6위안에 진출한 팀들은 2011년 콜롬비아에서 개최된 2011년 FIFA U-20 월드컵 본선에 참가하였다.
틀:UEFA U-19 축구 선수권 대회